# Katra
Katra est un groupe de metal gothique finlandais à chant lyrique féminin, originaire de Tampere. Le nom du groupe n'est autre que celui de la chanteuse fondatrice Katra Solopuro.

## Biographie
Katra est formé au cours de l'été 2006, quand la vocaliste Katra Solopuro décide de s'entourer d'un groupe de musiciens qui seront Johannes Tolonen (basse), Jaakko Järvensivu (batterie), Kristian Kangasniemi (guitare) et Jani Wilund (clavier). C'est durant l'automne de cette même année que sort leur premier single, Sahara. 
Début 2007, ils sont sélectionnés pour tenter de représenter la Finlande à l'Eurovision (ce sera finalement Hanna Pakarinen qui sera retenue) avec le titre Tietäjä (qualifiée de copie de Within Temptation) qui fera l'objet d'un second single et d'un premier clip. Au printemps de la même année sort un premier album éponyme, entièrement chanté en finnois. À la fin de 2007, Katra signe avec le label Napalm Records. En 2008 parait leur deuxième album, Beast Within, cette fois presque uniquement chanté en anglais, présenté par un single et un clip du même nom. La même année, Katra est élu « meilleur nouveau venu international » par le magazine allemand Orkus,. 
L'album Out of the Ashes est publié en octobre 2010 à l'international par Napalm Records, et en Finlande par Bullhead Music. Une vidéo de la chanson One Wish Away qui fait participer Flamma, un groupe pyrotechnique. Le magazine Orkus le considère plus sombre, mélancolique et déterminée que leur précédent. 

## Membres

### Membres actuels
- Katra Solopuro - chant (depuis 2006)
- Kristian Kangasniemi - guitare (depuis 2006)
- Johannes Tolonen - basse (depuis 2006)
- Teemu Mätäsjärvi - guitare (depuis 2009)
- Matti Auerkallio - batterie (depuis 2009)

### Anciens membres
- Jani Wilund - clavier (2006)
- Tom « Tomma » Gardiner - guitare (2006)
- Jaakko Järvensivu - batterie (2006-2009)